# Сент-Одиль

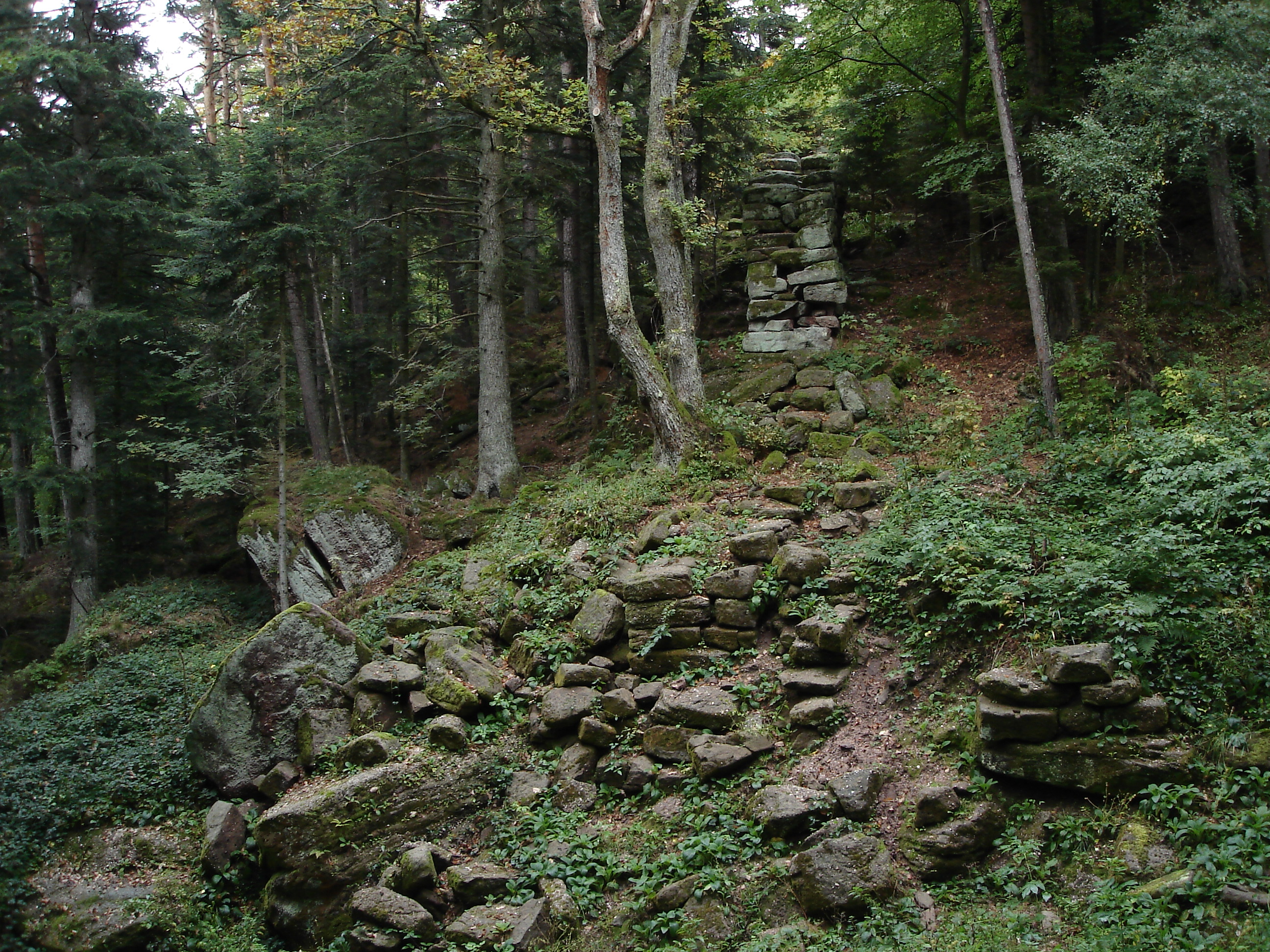
«Языческая стена» (северный участок)

Гора Сент-Одиль (фр. Mont Sainte-Odile, нем. Odilienberg, буквально «Гора святой Одилии»), гора в Вогезах высотой 764 м, на вершине которой расположен бывший Гогенбургский монастырь (Hohenburg Abbey; другие названия — монастырь на горе святой Одили, или аббатство Мон-Сент-Одиль; аббатство на горе Сент-Одиль).
Гора Сент-Одиль расположена во французском департаменте Нижний Рейн и является одним из важнейших памятников культурного наследия Эльзаса, местом паломничества, посвящённого святой Одилии, покровительнице Эльзаса, и туристической достопримечательностью.
Помимо монастыря, гора известна ещё одним историческим памятником: так называемой «языческой стеной» (фр. «Le mur païen»), мегалитическим сооружением около десяти километров длины, сложенным примерно из 300 000 каменных блоков.